# Evgueni Ermenkov
Evgueni Petkov Ermenkov (en búlgar: Евгени Петков Ерменков), (nascut el 29 de setembre de 1949 a Sofia), és un jugador d'escacs búlgar, que juga actualment sota bandera palestina. Va obtenir el títol de Mestre Internacional el 1974, i el de Gran Mestre el 1977.
A la llista d'Elo de la FIDE del gener de 2020, hi tenia un Elo de 2381 punts, cosa que en feia el jugador número 26 (en actiu) de Bulgària. El seu màxim Elo va ser de 2520 punts, a la llista de gener de 1978.

## Resultats destacats en competició
Ermenkov ha guanyat el Campionat de Bulgària en cinc ocasions, els anys el 1973, 1975, 1976, 1979 i 1986 (compartit amb Kiril Gueorguiev).
N'Ermenkov ha obtingut a més a més moltes victòries en torneigs internacionals, com ara Albena 1977 (i 1979), Plòvdiv 1978 (i 1979), Varna 1986, Dieren 1990 (Campionat Obert dels Països Baixos), Beirut 2004, i Imperia 2005.

### Participació en competicions per equips
Ermenkov ha tingut una llarga i notòria carrera en competicions d'escacs per equips, començant a l'Olimpíada d'estudiants de 1972, on hi representà Bulgària. Posteriorment, i ja formant part de l'equip búlgar absolut, va participar en el Campionat d'Europa per equips el 1977 (a Moscou), i va guanyar una medalla de bronze individual el 1983 (a Plòvdiv). A les Olimpíades, hi va participar representant Bulgària en el període 1978–1992, tot obtenint una medalla de bronze individual el 1990.
A partir de 1992, va deixar de participar en competicions per equips durant dotze anys, lapse durant el qual va anar a viure a Palestina, país a la federació d'escacs del qual es va afiliar. Entre 2004 i 2008, va representar Palestina a les olimpíades d'escacs; va guanyar una medalla d'or a l'Olimpíada de Calvià de 2004 com a millor primer tauler de la competició (87,5%, 10½/12) i una d'argent a l'Olimpíada de Torí de 2006, (85%, 8½/10, altre cop al primer tauler).